# 六场危事
《六場危事》（英語：Crisis in Six Scenes）為2016年9月30日播出的美國喜劇電視影集，本劇由伍迪·艾倫擔任編輯及導演，並亞馬遜工作室制訂。本劇每集播出半小時，並僅有一季，為伍迪·艾倫首次执导的電視影集。本劇僅於亞馬遜影片獨家於美國、英國、德國播出。

## 演員陣容

### 主要角色
- 伍迪·艾倫 飾演 Sidney J. Munsinger
- 麥莉·希拉 飾演 Lennie Dale
- 伊萊恩·梅 飾演 Kay Munsinger
- 瑞秋·布羅斯納安 飾演 Ellie
- 約翰・馬加羅（英语：John Magaro） 飾演 Alan

### 來賓
- 佐伊·貝赫爾（英语：Joy Behar）
- 貝琪·安·貝克（英语：Becky Ann Baker）
- 邁克·拉帕波特
- 瑪格麗特·拉德（英语：Margaret Ladd）
- 麗貝卡·斯卡爾（英语：Rebecca Schull）
- 大衛·哈伯
- 克里斯汀·艾伯索爾（英语：Christine Ebersole）
- 蓋得·艾馬勒
- 劉易·布萊克

## 集數列表
| 集數 | 標題      | 導演      | 編劇      | 上線日期      |
| ---- | --------- | --------- | --------- | ------------- |
| 1    | Episode 1 | 伍迪·艾倫 | 伍迪·艾倫 | 2016年9月30日 |
| 2    | Episode 2 | 伍迪·艾倫 | 伍迪·艾倫 | 2016年9月30日 |
| 3    | Episode 3 | 伍迪·艾倫 | 伍迪·艾倫 | 2016年9月30日 |
| 4    | Episode 4 | 伍迪·艾倫 | 伍迪·艾倫 | 2016年9月30日 |
| 5    | Episode 5 | 伍迪·艾倫 | 伍迪·艾倫 | 2016年9月30日 |
| 6    | Episode 6 | 伍迪·艾倫 | 伍迪·艾倫 | 2016年9月30日 |

## 製作

### 發展
伍迪·艾倫在此次與亞馬遜的的合作，被普遍認為是Netflix與網路串流影片的競爭優勢。該影集在亞馬遜公司製作的透明家庭贏得第72屆金球獎最佳電視影集獎後的幾天內公佈為亞馬遜下一部製作的原創電視影集。而伍迪·艾倫距離上一次編寫電視劇本，已經是1950年代的事情，當時的他為席德·西泽的段子寫手。
在2015年5月接受採訪時，伍迪·艾倫表示此劇的進展「非常，非常困難」，並說他自從接受編寫此劇後，每秒都感到後悔。艾倫曾表示，「我不知道我是如何完成這個劇本的。我沒有想法也不知道該從哪裡開始，我的猜測是，Roy Price （亞馬遜工作室的負責人）會深深的感到後悔」。

### 演員
在2016年1月，該劇宣布伊萊恩·梅與麥莉·希拉加入劇組，並於三月開始拍攝。2016年2月劇組宣布加入約翰・馬加羅與瑞秋·布羅斯納安兩位演員。2016年3月劇組再次宣布邁克·拉帕波特、貝琪·安·貝克、佐伊·貝赫爾、瑪格麗特·拉德、麗貝卡·斯卡爾、大衛‧哈伯、克里斯汀·艾伯索爾等演員加入本劇。

## 外部連結
- 互联网电影数据库（IMDb）上《六场危事》的资料（英文）
- 六场危事在时光网上的簡介（简体中文）